# Coluna de Trajano
A Coluna de Trajano (em latim: Columna Traiana; em italiano: Colonna Traiana) é um monumento em Roma construído sob a ordem do Imperador Trajano, pelo arquiteto Apolodoro de Damasco em comemoração às vitórias das campanhas militares contra os dácios.

## Descrição
Localizada no Fórum de Trajano, perto do monte Quirinal e à norte do Fórum Romano, a coluna tem aproximadamente 30 m de altura mais oito metros de pedestal, perfazendo 38 metros de altura. Constituída por dezenove blocos de mármore, pesa um total de 1.110 ton, e possui um diâmetro de 3.7 metros. No seu interior, uma escada em espiral com 185 degraus dá acesso à plataforma do topo, de onde se obtém uma vista periférica da região.
Ao longo da coluna, figuras em baixo relevo contam a história da guerra contra os dácios, repetidas vezes. Nesta coluna foram utilizados meios artísticos revolucionários para a época, como a utilização de uma árvore para separar uma cena de outra. Olhando a coluna de certa perspectiva é possível observar na vertical um "trailer" do assunto que é abordado na coluna. Devido ao massacre que os romanos fizeram contra os dácios, alguns consideram a construção da coluna um monumento em homenagem a um "genocídio". Mas na verdade o monumento era uma apologia e engrandecimento ao Exercito Romano e a figura do próprio Trajano. A consideração sobre "genocídio" é exagerada uma vez que o Império Romano realizava guerras de conquista voltadas em primeiro lugar para expansão econômica e cultural do Império e não para extermínio. 
Foi acabada em 114. Originalmente, no cimo da coluna havia a estátua de uma ave, provavelmente uma águia. Mas posteriormente foi trocada pelo próprio Trajano por uma estátua alusiva a ele, que acabou por desaparecer na Idade Média. Em 1588, foi lá colocada uma estátua de São Pedro (que ainda lá permanece) por ordem do Papa Sisto V.

## A inscrição
Na base da coluna pode ler-se a seguinte inscrição:
SENATVS·POPVLVSQVE·ROMANVS

IMP·CAESARI·DIVI·NERVAE·F·NERVAE
TRAIANO·AVG·GERM·DACICO·PONTIF
MAXIMO·TRIB·POT·XVII·IMP·VI·COS·VI·P·P
AD·DECLARANDVM·QVANTAE·ALTITVDINIS

MONS·ET·LOCVS·TANT<IS·OPER>IBVS·SIT·EGESTVS
O que pode ser traduzido como:
O Senado e o Povo Romano (subentende-se dão ou dedicam esta coluna) ao imperador Trajano, filho de Nerva, pontífice máximo (pontifex maximus) no seu 17º ano no tribuno, tendo sido aclamado seis vezes imperator, seis vezes cônsul, pai da pátria, para demonstrar a grande altura a que o monte se encontrava e foi removido para tais grandes trabalhos.

## Propósito
Pensava-se que a coluna tinha sido construída para propaganda, glorificando a capacidade militar do imperador. No entanto a estrutura era quase invisível, rodeada como estava de outras construções do Fórum de Trajano, e devido à dificuldade de seguir o friso de um lado ao outro, acredita-se agora que teria pouco valor propagandístico. Devido ao que é dito na inscrição, a coluna pode ter servido como guia de construção para o fórum.
Depois da morte de Trajano em 117, o senado decidiu que as cinzas do seu corpo deviam ser enterradas na base da coluna onde a decoração inclui armamento dácio capturado. Tanto as suas cinzas como as da sua mulher Plotina foram colocadas lá dentro em urnas douradas. Actualmente as cinzas já lá não se encontram.

## Galeria

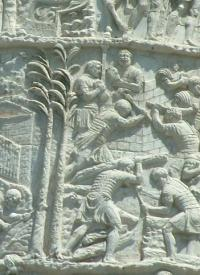
Detalhe da Coluna de Trajano
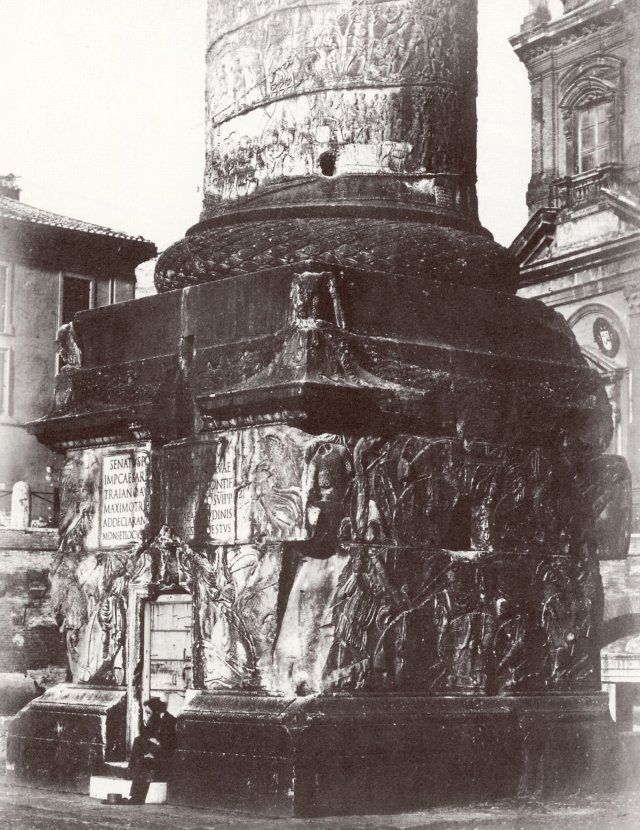
Base da Coluna de Trajano por volta de 1860

## Planimetria
| Planimetria dos fóruns imperiais de Roma |
| --- |
| Pórtico Curvo Pórtico Purpúreo Secretaria do Senado Plano de Mármore Templo da Via Sacra Biblioteca Vico Cúprio Arco de Trajano Arco de Druso Arco de Gêrmanico Pórtico Absidado Quadriga Estátua equestre Fórum de Trajano Mercado de Trajano Biblioteca Úlpia Coluna de Trajano Basílica Úlpia Basílica Argentária Templo de Marte Vingador Templo de Minerva Templo da Paz Fórum de César Templo da Vênus Genetrix Átrio da Liberdade Estátua equestre Fórum Romano Cúria Júlia Basílica Emília Subura Fórum de Nerva Fórum de Augusto Fórum da Paz |